# Fils de Fëanor

L'étoile de la maison de Fëanor.

Les fils de Fëanor sont des personnages de fiction présents dans l'univers de l'écrivain britannique J. R. R. Tolkien, apparaissant notamment dans le roman Le Silmarillion dans la partie Quenta Silmarillion.
Fëanor et Nerdanel, deux elfes de Valinor ont eu sept fils, nombre inégalé parmi les Eldar. Ceux-ci se nomment Maedhros, Maglor, Celegorm, Caranthir, Curufin, Amrod et Amras.

## Histoire
Lors du Premier Âge de la Terre du milieu, les fils du seigneur elfe Fëanor, Haut Roi des Noldor, prêtent avec leur père le « serment de Fëanor », jurant de reprendre les Silmarils (des joyaux merveilleux) dérobés par le Vala déchu Melkor (rebaptisé Morgoth par Fëanor après le vol), le Seigneur Ténébreux ayant volé les joyaux dans la forteresse de Fëanor à Formenos sur la terre de Valinor (une région située à l’extrême ouest de la Terre du milieu, sur Arda).
Avec leur père, ils quittent le royaume béni d'Aman pour la Terre du Milieu, le continent central d'Arda. À la mort de Fëanor (tué par les Balrogs de Morgoth), c'est Maedhros qui doit devenir le Haut Roi des Noldor en exil mais, afin d'apaiser les tensions toujours fortes entre les partisans de la maison de Fëanor et ceux de la maison de Fingolfin, le demi-frère cadet de Fëanor, Maedhros abandonne ses droits au pouvoir au profit de Fingolfin. Pendant ce temps, Finarfin, frère cadet de Fingolfin, devient souverain des rares Noldor restés en Valinor. Ainsi, comme l'a prédit le Vala Mandos, la maison de Fëanor est surnommée « les Dépossédés » car le pouvoir leur a échappé des deux côtés de la mer.
En Beleriand (sur la Terre du milieu), les fils de Fëanor établissent des royaumes au nord-est du continent, entre Doriath et les Montagnes Bleues, afin de surveiller Morgoth qui est réfugié dans sa forteresse d'Angband. Les autres Elfes de la Terre du milieu (les Avari) ne les apprécient guère à cause de leur serment, et ces dissensions internes servent les buts de Morgoth. Du reste, les sept frères savent également se faire haïr en agissant de façon néfaste, en particulier Celegorm et Curufin qui tentent de s'emparer de Nargothrond par la ruse, et veulent forcer Lúthien à épouser Celegorm.
C'est finalement leur serment qui provoque leur perte. Curufin, Caranthir et Celegorm meurent lors de l'assaut lancé contre la cité de Doriath afin de reprendre à Dior le Silmaril que Beren Erchamion avait arraché à la couronne de Morgoth (enchâssé depuis sur le collier des nains, le Nauglamir). Quelques années plus tard, les fils de Fëanor attaquent les Havres du Sirion, ayant appris qu'Elwing la fille de Dior qui possède le Silmaril de son père, y demeure. Amrod et Amras périssent lors de cet assaut, mais Elwing parvient à fuir.
Au moment de la chute de Morgoth, seuls Maglor et Maedhros sont encore en vie. Pris de remords, Maglor désire abandonner son serment, qui a causé tant de maux parmi ses frères et la race elfe, mais Maedhros souhaite toujours le tenir. Ce dernier convainc son frère de dérober les deux Silmarils restants (Eärendil ayant gardé celui de son épouse Elwing, qui vole avec lui dans les cieux à bord du Vingilot). Mais leurs méfaits passés leur ont ôté tous droits sur les joyaux, qui les brûlent aux mains quand ils s'en emparent (n'en étant plus dignes). Maedhros, de désespoir, se jette dans une crevasse ardente avec son Silmaril et Maglor jette le sien dans la mer, avant de disparaître vers un destin inconnu.
Le seul petit-fils de Fëanor encore en vie est Celebrimbor, fils de Curufin, qui participe grandement à la fabrication des Anneaux de Pouvoir durant le Second Âge.

## Généalogie
|          |          |          |          |          |          |  |  |        |        |        |        |        |        | Finwë | Finwë | Finwë    | Finwë    | Finwë    | Finwë    |          |          | Míriel | Míriel | Míriel    | Míriel    | Míriel    | Míriel    |           |           | Mahtan   | Mahtan   | Mahtan      | Mahtan   | Mahtan   | Mahtan   |         |         |  |  |       |       |       |       |       |       |  |  |       |       |       |       |       |       |  |  |  |  |  |  |  |  |  |  |  |  |  |  |  |  |  |  |  |  |  |  |  |  |  |  |  |  |
|          |          |          |          |          |          |  |  |        |        |        |        |        |        | Finwë | Finwë | Finwë    | Finwë    | Finwë    | Finwë    |          |          | Míriel | Míriel | Míriel    | Míriel    | Míriel    | Míriel    |           |           | Mahtan   | Mahtan   | Mahtan      | Mahtan   | Mahtan   | Mahtan   |         |         |  |  |       |       |       |       |       |       |  |  |       |       |       |       |       |       |  |  |  |  |  |  |  |  |  |  |  |  |  |  |  |  |  |  |  |  |  |  |  |  |  |  |  |  |
|          |          |          |          |          |          |  |  |        |        |        |        |        |        |       |       |          |          |          |          |          |          |        |        |           |           |           |           |           |           |          |          |             |          |          |          |         |         |  |  |       |       |       |       |       |       |  |  |       |       |       |       |       |       |  |  |  |  |  |  |  |  |  |  |  |  |  |  |  |  |  |  |  |  |  |  |  |  |  |  |  |  |
|          |          |          |          |          |          |  |  |        |        |        |        |        |        |       |       |          |          | Fëanor   | Fëanor   | Fëanor   | Fëanor   | Fëanor | Fëanor |           |           |           |           |           |           | Nerdanel | Nerdanel | Nerdanel    | Nerdanel | Nerdanel | Nerdanel |         |         |  |  |       |       |       |       |       |       |  |  |       |       |       |       |       |       |  |  |  |  |  |  |  |  |  |  |  |  |  |  |  |  |  |  |  |  |  |  |  |  |  |  |  |  |
|          |          |          |          |          |          |  |  |        |        |        |        |        |        |       |       |          |          | Fëanor   | Fëanor   | Fëanor   | Fëanor   | Fëanor | Fëanor |           |           |           |           |           |           | Nerdanel | Nerdanel | Nerdanel    | Nerdanel | Nerdanel | Nerdanel |         |         |  |  |       |       |       |       |       |       |  |  |       |       |       |       |       |       |  |  |  |  |  |  |  |  |  |  |  |  |  |  |  |  |  |  |  |  |  |  |  |  |  |  |  |  |
|          |          |          |          |          |          |  |  |        |        |        |        |        |        |       |       |          |          |          |          |          |          |        |        |           |           |           |           |           |           |          |          |             |          |          |          |         |         |  |  |       |       |       |       |       |       |  |  |       |       |       |       |       |       |  |  |  |  |  |  |  |  |  |  |  |  |  |  |  |  |  |  |  |  |  |  |  |  |  |  |  |  |
|          |          |          |          |          |          |  |  |        |        |        |        |        |        |       |       |          |          |          |          |          |          |        |        |           |           |           |           |           |           |          |          |             |          |          |          |         |         |  |  |       |       |       |       |       |       |  |  |       |       |       |       |       |       |  |  |  |  |  |  |  |  |  |  |  |  |  |  |  |  |  |  |  |  |  |  |  |  |  |  |  |  |
|          |          |          |          |          |          |  |  |        |        |        |        |        |        |       |       |          |          |          |          |          |          |        |        |           |           |           |           |           |           |          |          |             |          |          |          |         |         |  |  |       |       |       |       |       |       |  |  |       |       |       |       |       |       |  |  |  |  |  |  |  |  |  |  |  |  |  |  |  |  |  |  |  |  |  |  |  |  |  |  |  |  |
| Maedhros | Maedhros | Maedhros | Maedhros | Maedhros | Maedhros |  |  | Maglor | Maglor | Maglor | Maglor | Maglor | Maglor |       |       | Celegorm | Celegorm | Celegorm | Celegorm | Celegorm | Celegorm |        |        | Caranthir | Caranthir | Caranthir | Caranthir | Caranthir | Caranthir |          |          | Curufin     | Curufin  | Curufin  | Curufin  | Curufin | Curufin |  |  | Amrod | Amrod | Amrod | Amrod | Amrod | Amrod |  |  | Amras | Amras | Amras | Amras | Amras | Amras |  |  |  |  |  |  |  |  |  |  |  |  |  |  |  |  |  |  |  |  |  |  |  |  |  |  |  |  |
| Maedhros | Maedhros | Maedhros | Maedhros | Maedhros | Maedhros |  |  | Maglor | Maglor | Maglor | Maglor | Maglor | Maglor |       |       | Celegorm | Celegorm | Celegorm | Celegorm | Celegorm | Celegorm |        |        | Caranthir | Caranthir | Caranthir | Caranthir | Caranthir | Caranthir |          |          | Curufin     | Curufin  | Curufin  | Curufin  | Curufin | Curufin |  |  | Amrod | Amrod | Amrod | Amrod | Amrod | Amrod |  |  | Amras | Amras | Amras | Amras | Amras | Amras |  |  |  |  |  |  |  |  |  |  |  |  |  |  |  |  |  |  |  |  |  |  |  |  |  |  |  |  |
|          |          |          |          |          |          |  |  |        |        |        |        |        |        |       |       |          |          |          |          |          |          |        |        |           |           |           |           |           |           |          |          | Celebrimbor |          |          |          |         |         |  |  |       |       |       |       |       |       |  |  |       |       |       |       |       |       |  |  |  |  |  |  |  |  |  |  |  |  |  |  |  |  |  |  |  |  |  |  |  |  |  |  |  |  |

## Les fils de Fëanor

### Maedhros
Maedhros est l'aîné des sept fils de Fëanor. Il est nommé Nelyafinwë « Troisième Finwë » par son père (le deuxième étant Fëanor, Curufinwë, et le premier Finwë lui-même) et Maitimo par sa mère, en référence à sa grande beauté. Il est également surnommé par les siens Russandol, « tête de cuivre », pour sa chevelure rousse, issue de son grand-père maternel Mahtan (les Noldor étant généralement bruns).
Peu après Dagor-nuin-Giliath, il est capturé par Morgoth et pendu par le poignet sur le Thangorodrim. Son cousin et ami Fingon le sauve, mais au prix de sa main droite. Maedhros s'efface alors au profit de Fingolfin pour le titre de Haut Roi des Noldor. Les fils de Fëanor partent ensuite s'installer dans l'est du Beleriand, et Maedhros règne sur une région de collines, la « Marche de Maedhros ». Tandis que ses frères sont chassés de leur royaume lors de la bataille de Dagor Bragollach, il résiste sur la colline d'Himring jusqu'aux Nírnaeth Arnoediad, où la grande coalition qu'il a rassemblée est vaincue en raison de la trahison des Orientaux.
Maedhros conduit ensuite les Massacres Fratricides de Doriath et des Havres du Sirion, torturé par le Serment inconsidérément prêté. Après la défaite finale de Morgoth, il convainc son frère de s'emparer des deux Silmarils restants, mais les joyaux leur brûlent les mains, signes qu'ils n'ont plus aucun droit dessus. Fou de désespoir, Maedhros se jette dans une crevasse avec son Silmaril.

### Maglor
Maglor est le deuxième fils de Fëanor. Son père lui donne le nom de Kanafinwë « Finwë à la voix puissante », et sa mère l'appelle Makalaurë, dont Tolkien indique qu'il est de sens incertain, mais probablement en référence à ses talents de harpiste. Il est également renommé pour ses capacités de chanteur et de poète, uniquement surpassées par celles de Daeron de Doriath.
En Beleriand, il règne sur la région comprise entre les deux bras du Gelion, la « Brèche de Maglor ». Balayé lors de la Dagor Bragollach, il se réfugie auprès de son frère Maedhros sur la colline d'Himring, où ils résistent jusqu'aux Nírnaeth Arnoediad. Il participe par la suite avec réticence aux Massacres Fratricides de Doriath, puis des Havres du Sirion. Lors de celui-ci, il recueille Elrond et Elros, les enfants d'Eärendil.
Après la chute de Morgoth, il désire oublier le Serment, mais se laisse convaincre par son dernier frère survivant, Maedhros, de s'emparer des deux derniers Silmarils. Ils y parviennent, mais leur droit sur les joyaux est effacé par les méfaits qu'ils ont commis. Maglor jette son Silmaril dans la Mer, puis, dit-on, erre à jamais le long des côtes de la Terre du Milieu.

### Celegorm et Curufin
Celegorm, surnommé « le Blond », est le troisième fils de Fëanor. Son père lui donne le nom Turkafinwë « Finwë puissant » et sa mère Tyelkormo « prompt à bondir ». Proche du Vala Oromë, celui-ci lui offre le chien Huan.
Curufin, surnommé « le Rusé », est le cinquième fils de Fëanor et le plus proche de lui, tant d'apparence que de tempérament, si bien que son père lui donne son propre nom, Curufinwë (abrégé en Curufin). Pour la même raison, sa mère l'appelle Atarinkë « petit père ».
En Beleriand, les deux frères s'établissent dans la plaine d'Himlad, entre Aros et Celon, pour surveiller notamment le col d'Aglon. Ils en sont chassés après la bataille de Dagor Bragollach, mais tandis que leurs frères fuient vers le sud, eux se réfugient à Nargothrond. Leur influence augmente peu à peu au détriment de celle de Finrod, qui finit par abdiquer au profit de son frère Orodreth pour aider Beren Erchamion dans sa quête du Silmaril. Toutefois, Orodreth est faible, et les véritables maîtres de Nargothrond sont dès lors Celegorm et Curufin.
Lors d'une partie de chasse, ils capturent Lúthien et projettent de forcer Thingol à donner sa main à Celegorm, mais Huan permet à Lúthien de s'échapper. La nouvelle de la mort de Finrod atteint peu après Nargothrond, et l'opinion publique se retourne contre les fils de Fëanor, qui sont chassés de la cité par Orodreth. Ils font une dernière tentative pour reprendre Lúthien, mais Huan s'oppose à son ancien maître et permet à Beren et Lúthien de poursuivre leur quête.
Les deux frères meurent lors du second Massacre Fratricide : l'attaque des fils de Fëanor contre Doriath pour reprendre le Silmaril de Dior Eluchíl, durant l'hiver 506-507.

### Caranthir
Caranthir, surnommé « le Sombre », est le quatrième fils de Fëanor. Son surnom provient de son caractère violent et emporté. En Beleriand, il s'établit près du lac Helevorn et règne sur le Thargelion (également appelé Dor Caranthir, « Pays de Caranthir »), entre le Gelion et les Montagnes Bleues. Il établit un commerce fructueux avec les Nains habitant ces montagnes.
Par suite de la défaite de Dagor Bragollach, son royaume est détruit et il se réfugie sur Amon Ereb aux côtés de ses frères. Il est tué lors du second Massacre Fratricide : l'attaque des fils de Fëanor contre Doriath pour reprendre le Silmaril de Dior Eluchíl, durant l'hiver 506-507.
Caranthir s'est longtemps appelé Cranthir : ce n'est que dans les années 1950 qu'il prend son nom définitif. D'après un texte des années 1960, son père lui donne le nom de Morifinwë « Finwë noir », et sa mère Nerdanel l'appelle Carnistir « Visage rouge », nom adapté au sindarin sous la forme Caranthir.

### Amrod et Amras
Les jumeaux Amrod et Amras sont les deux derniers fils de Fëanor. Chasseurs émérites, leur royaume beleriandique s'étend sur les plaines entre l'Aros et le Gelion. Ils sont tués vers 538 P.A. lors de l'attaque sur les Havres du Sirion (le troisième Massacre Fratricide).
Leurs noms ont longtemps été Damrod et Díriel ; ce n'est que dans les années 1950 que Tolkien, en révisant la Quenta Silmarillion, les rebaptisa Amrod et Amras. Dans les années 1960, Tolkien imagina une version totalement différente de l'histoire des jumeaux, élaborée à partir des noms que leur donne Nerdanel, Ambarto (ou Umbarto) et Ambarussa (leur père les appelant respectivement Pityafinwë « Petit Finwë » et Telufinwë « Dernier Finwë »). Dans cette version, le dernier fils de Fëanor (Umbarto « Maudit ») est accidentellement tué par son propre père lors de l'incendie des navires telerins à Losgar : il était resté à bord dans l'espoir de retourner en Valinor auprès de sa mère. Cette idée ne s'étant jamais répercutée sur les textes du Silmarillion, Christopher Tolkien décida de l'écarter lorsqu'il prépara cet ouvrage pour sa publication.

## Adaptations
Les histoires dans lesquelles les fils de Fëanor apparaissent n'ont pas été adaptées au cinéma, à la télévision ou à la radio.

### Note
1. ↑  Un texte tardif fait de lui un Elfe telerin d'Aman, compagnon de Celeborn. Voir The Peoples of Middle-earth, p. 318.